# Led Zeppelin. Niebiańskie progi
Led Zeppelin. Niebiańskie progi (oryg. Led Zeppelin – A Visual Documentary) – biografia zespołu Led Zeppelin, napisana przez Paula Kendalla.

## Wydanie oryginalne
- październik 1982, Omnibus Press
- 96 stron
- na okładce: 4 zdjęcia, na każdym członek zespołu podczas koncertu

## Wydanie polskie
W Polsce książka została wydana przez wydawnictwo Rock-Serwis w 1993. Tłumaczenie wykonała Katarzyna Malita, z uzupełnieniem Piotra Kosińskiego. Wydanie polskie zawiera 148 stron, na okładce znajduje się obrazek z płyty Houses of the Holy. Obecnie książka nie jest już dostępna w księgarniach, można ją zdobyć jedynie w drugim obiegu.

## Tytuły rozdziałów
1. Jimmy Page
2. The Yardbirds
3. Robert Plant
4. John Paul Jones
5. John Bonham
6. Peter Grant
7. Początki – The New Yardbirds
8. Tak wiele miłości
9. Od kiedy cię pokochałem
10. Schody do nieba
11. Piosenka pozostała taka sama?
12. Kaszmir
13. Obelisk
14. Film
15. Ostatni lot
16. Epilog

- Dodatki
  - Piraci na start!
  - Dyskografia Led Zeppelin
  - Dyskografia Jimmy’ego Page’a
  - Dyskografia Roberta Planta
  - Dyskografia Johna Paula Jonesa
  - Dyskografia Johna Bonhama
  - Wideografia Led Zeppelin
- Zdjęcia

## Treść wydania polskiego
Książka, w przeciwieństwie do powieściowego Młota Bogów jest napisana językiem dokumentalnym. Autor w chronologicznym porządku opisuje historię zespołu. Całość jest podzielona na rozdziały poświęcone kolejnym płytom. Pierwsze rozdziały są poświęcone „przedzeppelinowskim” biografiom poszczególnych członków zespołu oraz jego legendarnego menedżera. Kolejne rozdziały opisują powstawanie kolejnych płyt oraz kolejne trasy koncertowe.
Dodatkowo na końcu autor umieścił szczegółową listę ważniejszych bootlegów Led Zeppelin (rozdział „Piraci na start!”), a także dokładne dyskografie zespołu oraz jego członków solo i w innych projektach.
Całość jest przeplatana czarno-białymi oraz kolorowymi zdjęciami zespołu z różnych okresów.

## Różnice z wydaniem oryginalnym
Wydanie oryginalne ma formę dziennika, z podziałem na poszczególne lata, miesiące i dni. Jest bardziej kolorowe, ma więcej zdjęć, są one większe.